# Trung cấp (học vị)
Trung cấp là một loại chứng chỉ tốt nghiệp được công nhận sau khi học xong cấp bậc trung cấp. Trung cấp là một hệ đào tạo đứng sau cao đẳng và đại học trong hệ thống giáo dục Việt Nam. Là một trong những hình thức đào tạo nghề nghiệp chính quy. Nhằm tạo công việc cho sinh viên sau khi ra trường. Hệ trung cấp được chia làm 2 loại là trung cấp nghề và trung cấp chuyên nghiệp.